# Philira micans
Pour les articles homonymes, voir Chira.
Espèce
Synonymes
- Diagondas micans Simon, 1902
- Chira micans (Simon, 1902)
- Ilargus penicillatus Mello-Leitão, 1946
- Chira gratiosa Soares & Camargo, 1948

Philira micans est une espèce d'araignées aranéomorphes de la famille des Salticidae.

## Distribution
Cette espèce se rencontre au Brésil et au Paraguay.

## Description
La femelle holotype mesure 3,5 mm.

## Publication originale
- Simon, 1902 : Études arachnologiques. 31e Mémoire. LI. Descriptions d'espèces nouvelles de la famille des Salticidae (suite). Annales de la Société Entomologique de France, vol. 71 p. 389-421 (texte intégral).